# Isometadon
Isometadon eller Isodanon, summaformel C21H27NO, är ett smärtstillande preparat som tillhör gruppen opioider. Isometadon har den kemiska summaformeln C21H27NO och en molmassa på 309,445 g/mol.
Substansen är narkotikaklassad och ingår i förteckningen N I i 1961 års allmänna narkotikakonvention, samt i förteckning II i Sverige.